# Microsphaeropsis onychiuri
Microsphaeropsis onychiuri är en svampart som först beskrevs av Punith., och fick sitt nu gällande namn av Morgan-Jones 1975. Microsphaeropsis onychiuri ingår i släktet Microsphaeropsis och familjen Montagnulaceae.   Inga underarter finns listade i Catalogue of Life.